# M1911 Campaign Hat

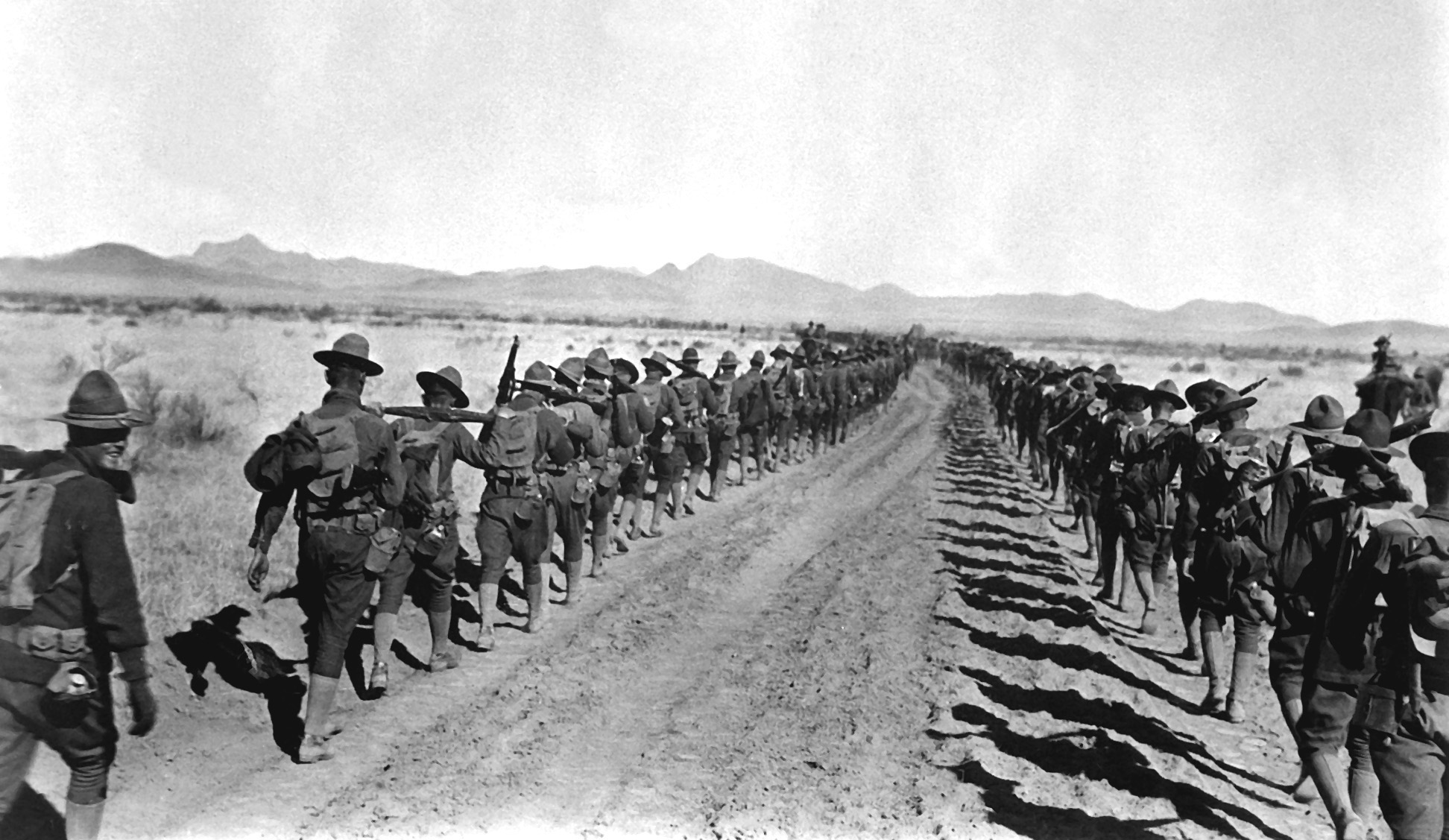
Żołnierze amerykańscy w M1911 Campaign Hat. 29 stycznia 1917

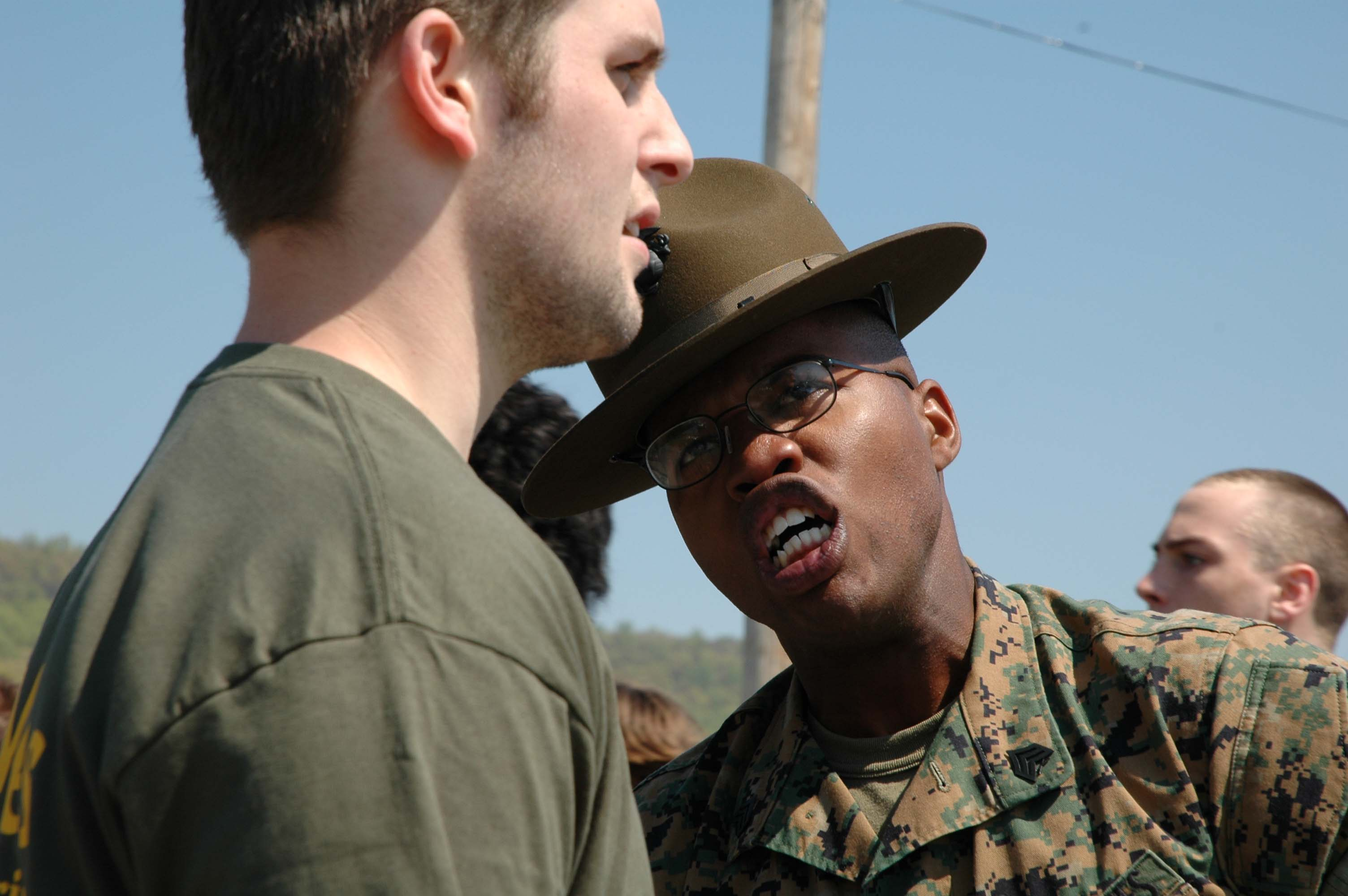
Instruktor musztry USMC w kapeluszu Campaign Hat

M1911 Campaign Hat – kapelusz będący przepisowym nakryciem głowy United States Army w latach 1911-1939. Potem używany w ograniczonym stopniu. Obecnie unowocześniona wersja jest szeroko używana przez instruktorów musztry Sił Zbrojnych USA.

## Historia
Kapelusze oficjalnie wprowadzono 8 września 1911 roku. Zastąpiono je furażerkami Garrison Cap w roku 1939 (wcześniej używane w ograniczonym stopniu, np. w pojazdach). Powodów był kilka. Po pierwsze kapelusze nie dawały ochrony szyi i uszu w zimniejszą pogodę. Ponadto ich kształt utrudniał przechowywanie oraz transport. Kolejnym powodem był materiał, nie był wodoodporny (za to nasiąkał), był kosztowny, a także był za ciepły na tereny tropikalne. Po roku 1939 M1911 Campaign Hat używane były w ograniczonym stopniu, były na wyposażeniu żołnierzy stacjonujących m.in. na Alasce czy Filipinach.
Obecnie unowocześniona wersja stała się znakiem rozpoznawczym instruktorów musztry w wojsku amerykańskim.

## Konstrukcja
Kapelusz wykonano z filcu w kolorze ciemnooliwkowym. Posiadał rondo oraz otwory wentylacyjne. Ponadto kapelusze wyposażono w skórzany pasek pod brodę (podpinka).

### Barwy
Kapelusze były obwiązane sznurem. Jego kolor wskazywał rodzaj wojsk:
- kawaleria – żółty
- siły powietrzne – Ultramarine blue i złoty
- wojska chemiczne – Cobalt blue i złoty
- Coast Artillery Corps – szkarłatny
- wojska inżynieryjne – szkarłatny i biały
- artyleria polowa – szkarłatny
- Departament finansowy – srebrny i złocisty
- piechota oraz czołgi – niebieski
- oddziały medyczne – bordowy i biały
- żandarmeria – żółty i zielony
- zaopatrzenie – Crimson i żółty
- korpus kwatermistrzostwa – płowożółty
- łączność – pomarańczowy i biały